# Kemar Mowatt
Pour les articles homonymes, voir Mowatt.
Kemar Mowatt (né le 12 mars 1995) est un athlète jamaïcain spécialiste du 400 mètres haies.

## Biographie
En 2017, il atteint la finale des championnats du monde à Londres.

## Palmarès
| Date | Compétition           | Lieu    | Résultat | Épreuve     | Temps   |
| ---- | --------------------- | ------- | -------- | ----------- | ------- |
| 2017 | Championnats du monde | Londres | 4e       | 400 m haies | 48 s 99 |
| 2019 | Jeux panaméricains    | Lima    | 3e       | 400 m haies | 49 s 09 |

## Records
| Épreuve     | Performance | Lieu   | Date        |
| ----------- | ----------- | ------ | ----------- |
| 400 m haies | 48 s 49     | Eugene | 9 juin 2017 |